# Kotkan Titaanit
Le Kotkan Titaanit est un club de hockey sur glace de Kotka en Finlande. Il évolue en 2. Divisioona après avoir joué en Mestis et dans la Suomi-jarna, le second et troisième échelon finlandais.

## Historique
Le club est créé en 1974.
Pour la saison 2008-2009, l'équipe passe du deuxième échelon finlandais au troisième échelon finlandais puis au quatrième échelon finlandais.